# Complejo de Piscinas Michelle Richardson
El Complejo de Piscinas Michelle Richardson es un moderno centro acuático ubicado en la ciudad de Managua, Nicaragua, dedicado a la práctica profesional y recreativa de deportes acuáticos como natación, clavados y waterpolo. Lleva el nombre de la nadadora nicaragüense Michelle Richardson, medallista panamericana y olímpica.

## Historia
Su construcción fue parte de los proyectos de infraestructura deportiva impulsados por el Gobierno de Nicaragua con motivo de la realización de los XI Juegos Centroamericanos en Managua en 2017. Fue inaugurado oficialmente el 17 de noviembre de ese mismo año, en un acto encabezado por autoridades nacionales

## Instalaciones
El complejo cuenta con:
Piscina olímpica de 50 metros, con 10 carriles
Piscina de clavados con plataformas de diferentes alturas
Piscina de calentamiento
Gradas con capacidad para 1,500 espectadores
Vestuarios, duchas, oficinas administrativas y sala de prensa
Las instalaciones fueron construidas con estándares internacionales avalados por la Federación Internacional de Natación

## Eventos destacados
Desde su apertura, el complejo ha sido sede de:
Competencias de natación de los XI Juegos Centroamericanos 2017
Torneos nacionales e internacionales de natación y clavados
Campamentos de entrenamiento y clínicas deportivas

## Importancia deportiva
Este complejo es considerado el principal centro acuático de Nicaragua y uno de los más modernos de Centroamérica. Ha impulsado la masificación y profesionalización de la natación en el país, sirviendo como sede de la Federación Nicaragüense de Natación y espacio de formación para nuevas generaciones de atletas.